# Долгушин, Сергей Фёдорович
Сергей Фёдорович Долгушин (25 сентября 1920 — 29 июня 2011) — советский военачальник, генерал-лейтенант авиации, Герой Советского Союза.

## Биография
Сергей Федорович Долгушин родился 25 сентября 1920 года в с. Новопокровское (ныне — в Богородицком районе Тульской области) в семье крестьянина. Окончил 7 классов в г. Богородицк, школу ФЗУ патронного завода и Тульский аэроклуб. Работал слесарем на Тульском заводе «Штамп».
С 1937 года в рядах Красной Армии.
В 1940 году окончил Качинскую военную авиационную школу лётчиков, учился на одном курсе вместе с Василием Сталиным.
Два первых немецких самолёта, которые нарушили государственную границу СССР, Долгушин сбил 22 июня 1941 г. над городом Гродно, прикрывая мосты через реку Неман.
Утром 22 июня 1941 года младший лейтенант Долгушин был первым из пилотов 122-го авиаполка, которым удалось со своего аэродрома «Новый Двор» (располагавшемся на поляне севернее имения Бобра Велька между Гродно и Августовом в 16-17 км от границы) подняться в воздух и выполнить в течение дня 6 боевых вылетов.
30 ноября 1941 г. в ходе боя семёрки МиГ-3 с девятью Ме-109F в районе Солнечногорска обе стороны потеряли по одному самолёту. Подбитый МиГ, который пилотировал младший лейтенант С. В. Макаров, спланировал на пустующий аэродром в тылу противника возле Клина. Прикрывавший однополчанина младший лейтенант C. Долгушин увидел, что к лётному полю направились автомашины с солдатами противника, и приземлился рядом с подбитым самолётом. Макаров взобрался в кабину самолёта Долгушина, и под запоздалые выстрелы «двухместный» МиГ-3 благополучно взлетел.
Указом Президиума Верховного Совета СССР «О присвоении звания Героя Советского Союза начальствующему и рядовому составу Красной Армии» от 5 мая 1942 года за «образцовое выполнение боевых заданий командования на фронте борьбы с немецкими захватчиками и проявленные при этом отвагу и геройство» удостоен звания Героя Советского Союза с вручением ордена Ленина и медали «Золотая Звезда» (№ 598).
В начале января 1943 г. капитан С. Долгушин назначен командиром эскадрильи 32-го гвардейского истребительного авиационного полка. Командовал полком полковник Василий Сталин. Полк входил в состав 210-й истребительной авиационной дивизии 1-го истребительного авиационного корпуса 3-й воздушной армии и базировался на аэродроме Заборовье южнее Демянска (Калининский фронт).

Полковник В. И. Сталин, несмотря на малый боевой опыт тоже поднимался в воздух. Летал он обычно в звене Героя Советского Союза Сергея Долгушина, ведущим второй пары. Всего совершил около 30 боевых вылетов и имел 2 личные победы. Его ведомым часто был Владимир Орехов. В одном из боёв, оторвавшись от ведомого, Василий Сталин едва не был сбит. Вот как описывает это С. Ф. Долгушин:
«Дело было между Демьянском и Старой Руссой. Мы были восьмёркой или десяткой, а немцев — около 30. Я оттягивал бой на свою территорию. Вдруг замечаю, какому-то „Яку“ заходит в хвост „Фоккер“ и вот-вот ударит. Я был в невыгодном положении и стрелять прицельно не мог. Даже сейчас не пойму, как я вывернул, чуть не сломал машину, но „Фоккера“ из хвоста выбил. Вгляделся — на „Яке“ цифра „12“ — Вася. Он погнался за немцем и оторвался от „каши“, а его ведомый Володька Орехов отстал от него. Бой прошёл нормально, никого не потеряли, у Василия даже пробоин нет. Когда сели, я доложил, как положено, потом отошли в сторону, и я ему высказал всё, что думал, не стесняясь в выражениях. Василий слушал, слушал, потом говорит — „Сергей, может хватит?“ — А сам смеётся…».— КРАСНЫЕ СОКОЛЫ. СОВЕТСКИЕ ЛЁТЧИКИ 1936-1953
В сентябре 1943 г. С. Ф. Долгушин был отозван в Москву и назначен командиром 156-го иап, которым и командовал до осени 1946 г.
Всего за время Великой Отечественной войны Сергей Федорович Долгушин выполнил 468 боевых вылетов, в 69 воздушных боях сбил лично 15 самолётов противника и 8 в группе.
После войны продолжил службу в Вооруженных Силах СССР, командуя 156-м истребительным авиационным полком, переведённым в 229-ю иад.
В 1946-47 гг. учился на Высших лётно-тактических курсах в Липецке и до 1949 г. командовал там полком, вооруженным Як-3, Як-9П и Ла-9.

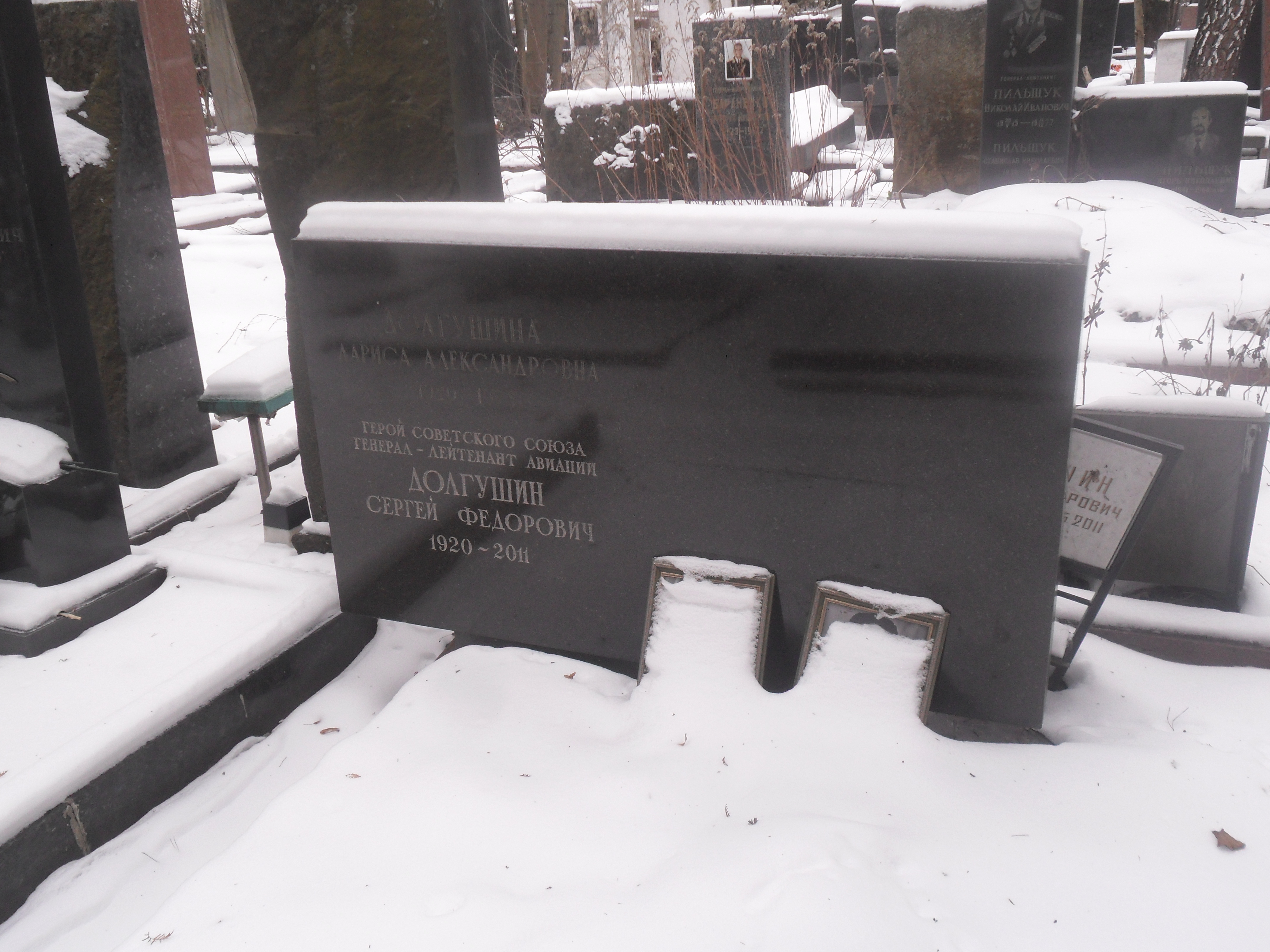
Памятник на Кунцевском кладбище Москвы

С 1951 г. — командир 56-й бомбардировочной авиационной дивизии в Калинине.
1957 год — Постановлением Совета Министров СССР полковнику авиации Долгушину присвоено воинское звание генерал-майора авиации.
В 1958 г. окончил Военную академию Генерального штаба ВС СССР. Прошёл ряд должностей вплоть до заместителя командующего воздушной армией.
В 1967 г. — Постановлением Совета Министров СССР генерал-майору авиации Долгушину присвоено воинское звание генерал-лейтенанта авиации.
Летал до 1970 года.
Последняя должность в ВС СССР — начальник кафедры ВВИА им. Жуковского.
Указом Президиума Верховного Совета СССР от 14.07.1976 генерал-лейтенант авиации Долгушин уволен с военной службы по его просьбе.
Жил в Москве. С 1971 года до конца жизни проживал по адресу: 2-я Песчаная улица, дом 6, корпус 2.
Хотел опубликовать свои мемуары в издательстве Н. Г. Бодрихина «Дельта-НБ», но не успел. Оставил многочисленные воспоминания, опубликованные В.Бардовым и А.Драбкиным на авиационных и военно-исторических сайтах. Часть его воспоминаний ещё не опубликовано.
Скончался 29 июня 2011 года. Похоронен на Кунцевском кладбище Москвы.

## Летал на самолётах
- И-16;
- МиГ-3;
- Харрикейн;
- ЛаГГ-3;
- Як-7Б;
- Як-9
- Ла-5;
- Ла-7.
- Ил-28
- Ту-2

## Награды и звания
- Медаль «Золотая Звезда» Героя Советского Союза № 598 (05.05.1942).
- два ордена Ленина (в том числе 05.05.1942[4]);
- четыре ордена Красного Знамени (в том числе 06.11.1941[5], 22.02.1945[6], 18.06.1945[7]);
- орден Александра Невского (СССР) (24.07.1944[8]);
- два ордена Отечественной войны I степени (11.03.1943[9], 06.04.1985[10]);
- два ордена Красной Звезды (в том числе 20.04.1953[11])
- орден «За службу Родине в Вооруженных Силах СССР» III степени;
- медали.

## Память
- 22 сентября 2023 на стене дома по адресу 2-я Песчаная улица, дом 6, корпус 2 была установлена мемориальная доска из серого гранита с бронзовым барельефом и текстом: «Герой Советского Союза генерал-лейтенант авиации Сергей Фёдорович Долгушин жил в этом доме с 1971 по 2011 год». Инициатором установки мемориальной доски выступила Межрегиональная общественная организация «Клуб Героев Советского Союза, Героев Российской Федерации и полных кавалеров ордена Славы г. Москвы и Московской области»[3].